# Maximilian-Kolbe-Haus (Danzig)

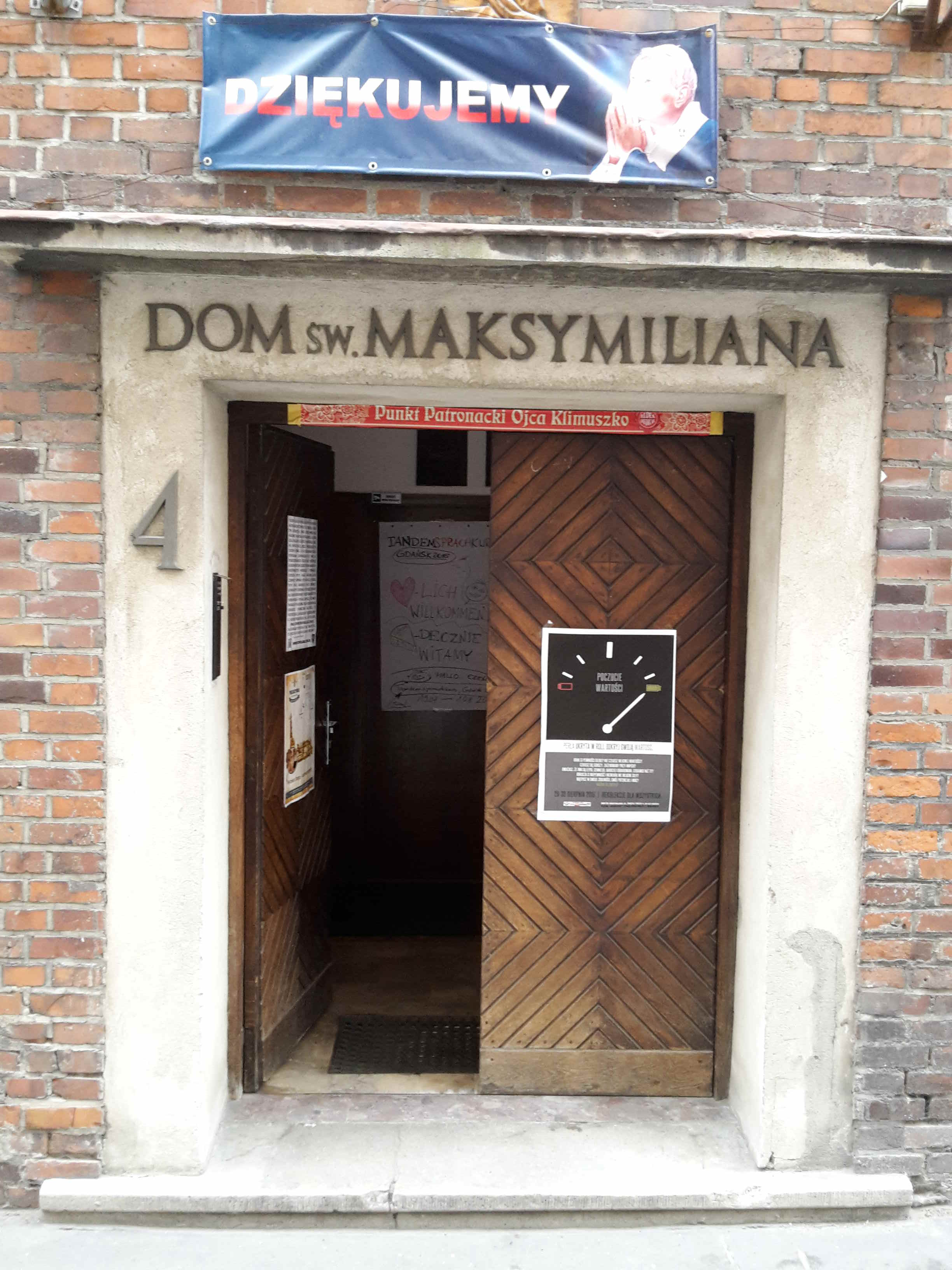
Eingang des Maximilian-Kolbe-Haus in Danzig

Das Maximilian-Kolbe-Haus (polnisch: Dom Pojednania i Spotkań im. św. Maksymiliana M. Kolbego, kurz DMK) in Danzig ist eine Bildungs- und Begegnungsstätte in Trägerschaft des Franziskanerordens. Es ist Sitz einer Zentralstelle des Deutsch-Polnischen Jugendwerkes, das von hier aus Projekte im nördlichen Polen organisiert. Es bietet neben Tagungsräumen 50 Schlafplätze vorwiegend in Mehrbettzimmern.
Das Haus wurde 1992 mit Unterstützung der Bundesrepublik Deutschland, der Bistümer Essen, München und Köln und der Ostpriesterhilfe errichtet. Die Widmung zur Errichtung des Gebäudes lautet nach einem Zitat des heiliggesprochenen katholischen Priesters Maximilian Kolbe: „Tylko miłość jest twórcza siła – Nur die Liebe ist die schöpferische Kraft“.